# Dariush Grand Hotel

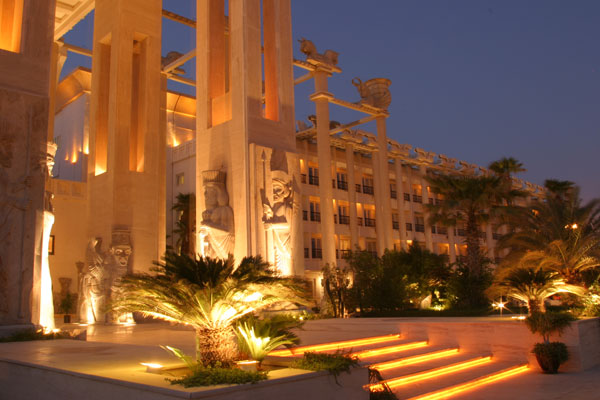
Façade de l'hôtel

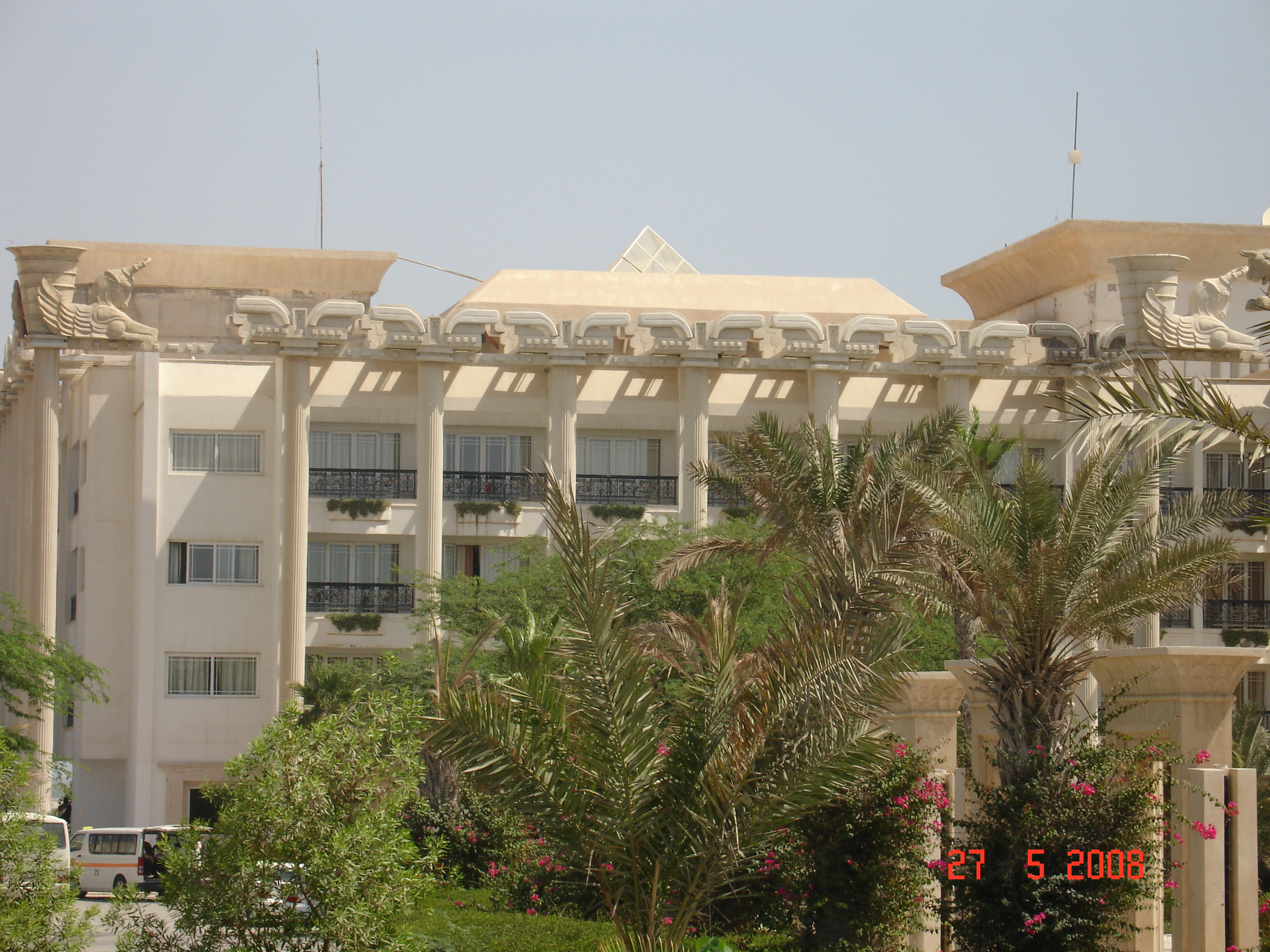
Façade en 2008

Le Dariush Grand Hotel (en persan: هتل بزرگ داریوش) est un hôtel cinq étoiles situé dans la partie orientale de l'île de Kish au bord du golfe Persique au sud de l'Iran. Il est considéré comme l'un des hôtels les plus prestigieux du pays, avec ses 168 chambres et son emplacement privilégié.

## Historique
L'hôtel a été construit dans le style des monuments de Persépolis pour rappeler la grandeur de l'Empire perse. Son nom signifie Darius, nom dynastique. L'hôtel est terminé en 2003. Les plans ont été commandés par l'homme d'affaires Hossein Sabet (propriétaire d'hôtels et de lieux d'attraction, notamment aux Canaries) qui l'a dirigé au début. La compagnie belge Rezidor Hotel Group annonce le 7 mai 2004 que désormais elle gère l'hôtel pour une durée de dix ans. En 2006 le contrat est rompu entre Rezidor et les compagnies propriétaires. L'hôtel était alors dirigé par Sascha Klein, de nationalité allemande.